# Duinriet
Duinriet (Calamagrostis epigejos) is een vaste plant die behoort tot de grassenfamilie (Gramineae of Poaceae). De plant komt van nature voor in Eurazië. In Nederland komt de plant vooral veel voor in de duinen en in het waddengebied.
De plant wordt 0,6-2 m hoog, heeft zeer lange, dunne wortelstokken en vormt losse zoden of bosjes. De ruwe of gladde stengels lijken op die van riet. De ruwe, tot 10 mm brede bladschijf is van boven kaal. Bij droogte rolt het blad op. Het tongetje (ligula) is 4 tot 12 mm lang.

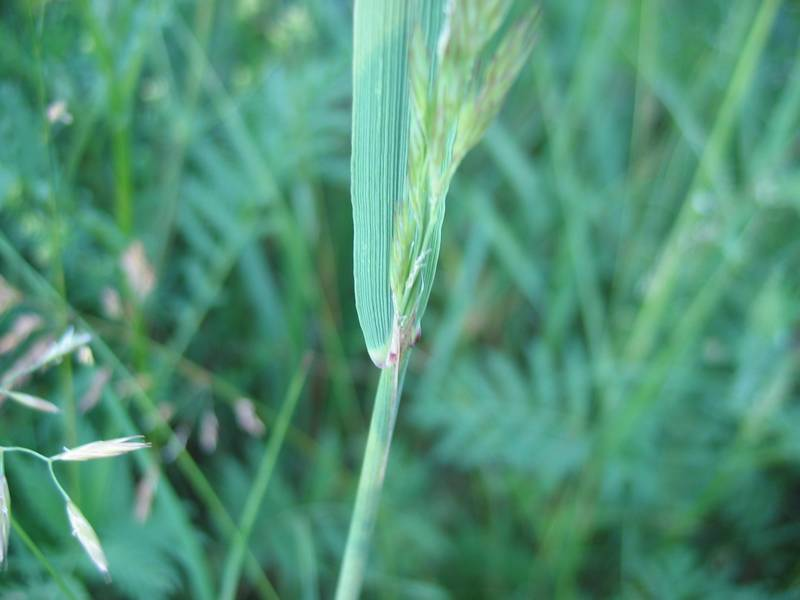
Blad

Duinriet bloeit in juni tot augustus met rechte, tot 30 cm lange, kluwenvormige pluimen, die schuin rechtopstaande, rechte zijtakken hebben. Op de pluim zitten de groene of violet aangelopen aartjes. Soms komen ook witachtige of gele aartjes voor. De beide, lancetvormige, naar boven toe aangedrukte, 4,5-7 mm lange kelkkafjes van het aartje zijn even lang of het onderste is iets langer dan het bovenste kelkkafje en hebben een ruwe rug. Het onderste, vliezige, drienervige, 2,4 mm lange kroonkafje (lemma) heeft op de rug of bij de top een kafnaald, die niet buiten het aartje steekt en aan de voet callusharen die langer zijn dan het kroonkafje. Het bovenste kroonkafje is ongeveer 1,6 mm lang. De bleekgele, 1,5 mm lange helmhokjes blijven tijdens de bloei binnen het aartje zitten.
De vrucht is een graanvrucht.
De plant komt voor op tamelijk voedselrijke zandgrond in grasland, tussen struikgewas, langs bosranden, op heidevelden en open plaatsen in het bos. De plant is ook te vinden op stenige plaatsen.

## In andere talen
- Duits: Land-Reitgras
- Engels: Wood Small-reed
- Frans: Roseau des bois